# Binjamin Blumberg
Binjamin Blumberg (ur. 1923, zm. 28 sierpnia 2018) – szef Biura Zadań Specjalnych – utworzonej w 1957 roku w celu ochrony izraelskiego programu zbrojeń jądrowych, działającej poza strukturami Ministerstwa Obrony, ściśle tajnej agencji wywiadowczej, przekształconej później w Biuro Łączności Naukowej – (Liszka le Kiszrei Mada – Lakam).

## Życiorys
Wychował się w kibucu. Bojownik Hagany, tajnej żydowskiej formacji obronnej, kontrolowanej przez Brytyjczyków w Palestynie. Uczestnik wojny o niepodległość 1948-1949 (zob. wojny izraelsko-arabskie), współpracował następnie z Szin Bet, izraelską służbą bezpieczeństwa. Mianowany później szefem bezpieczeństwa Ministerstwa Obrony, zarówno samego urzędu, jak i podlegających mu biur konstrukcyjnych oraz zakładów zbrojeniowych.
W połowie lat pięćdziesiątych, w okresie budowy przy francuskiej pomocy pierwszego izraelskiego reaktora jądrowego, biuro Blumberga otrzymało zadanie ochrony ściśle tajnych obiektów w Dimona, na pustyni Negew. W połowie lat sześćdziesiątych, kiedy prezydent Francji Charles de Gaulle wstrzymał pomoc dla izraelskiego programu nuklearnego, Blumberg rozpoczął starania o zdobycie materiałów rozszczepialnych z innych źródeł. Jego pierwszym sukcesem był zakup 21 ton ciężkiej wody z Norwegii, następnie sprowadził uran nielegalnie z USA. Amerykańska Komisja Energii Atomowej podała do wiadomości, że z firmy, z którą prowadził interesy Blumberg, zginęło 267 kilogramów tego surowca. Działający we współpracy z bardzo sprawnym wywiadem izraelskim (Mosadem), agenci Blumberga przechwycili również 200 ton tlenku uranu, który zniknął z niemieckiego frachtowca Scheersberg na trasie z Antwerpii do Genui w 1968 roku. Całej operacji nadano kryptonim Plumbat. Działający z niebywałym rozmachem Blumberg używał swoich ludzi także na innych polach szpiegostwa gospodarczego, zwłaszcza kradzieży technologii rakietowych. Mimo sukcesów jakie odnosił, nie ominęły go opinie krytyczne:

Wśród wąskiego grona Izraelczyków wtajemniczonych w istnienie Lakam, kilku skarżyło się, że Blumberg ma zbytnią słabość do swoich przyjaciół, którym pomaga bogacić się, hojną ręką rozdaje cenne informacje i lukratywne stanowiska. Pojawiły się nawet niewybredne insynuacje, że szef Lakam czerpie z tego korzyści osobiste, chociaż tylko nieliczni podawali w wątpliwość jego nieskazitelną uczciwość i skromny styl życia.

W maju 1977 roku, po dojściu do władzy prawicowej partii Likud Manechema Begina, naciski na usunięcie powiązanego z establishmentem Partii Pracy Blumberga wzmogły się. Mimo to przez jakiś czas udało mu się utrzymać stanowisko, aczkolwiek jego działalność poddano znacznej ściślejszej kontroli. Ostatecznie minister obrony w rządzie Begina, Ariel Szaron, zdecydował, że w związku z nasilającą się krytyką (padały nawet zarzuty o pranie brudnych pieniędzy), Blumberg musi odejść. Poza tym Szaron wolał mieć na miejscu tej kontrowersyjnej osoby swojego człowieka. W 1981 roku funkcję Blumberga przejął Rafi Etan.